# بلاك هات (فلم)
بلاك هات هو فيلم حركة والإثارة أمريكي 2015 من إخراج وإنتاج مايكل مان الذي كتب السيناريو مع مورغان ديفيس فول. الفيلم من بطولة كريس هيمسوورث وتانغ وي وفيولا ديفيس وهولت مكالاني ولي هوم وانغ.
بدأ التصوير في 17 مايو 2013، في لوس انجليس وكاليفورنيا وهونغ كونغ وكوالا لمبور وماليزيا وجاكرتا وإندونيسيا. المخرج مايكل مان تبرع بمبلغ 38.500 $ إلى منظمة خيرية في هونغ كونغ باسم بنك هانغ سانغ لشكر البنك على السماح له بتصوير بلاك هات في خمس ليالي في بهو البنك. الفيلم مقرر أن يصدر في 16 يناير 2015.

## القصة
يعمل عملاء أمريكيين وصينيين معاً من أجل القبض على مجرم ألكتروني يحاول عرقلة الشبكة المصرفية الدولية. تقوم السلطات بمطاردته عبر شيكاغو ولوس أنجلوس وهونغ كونغ وجاكارتا، وبمساعدة سجين أطلق سراحه حديثاً.

## طاقم التمثيل
- كريس هيمسوورث بدور نيكولاس هاثواي
- فيولا ديفيس
- ماني مونتانا بدور لوزانو
- ويليام مابوثر بدور ريتش دوناهي
- هولت مكالاني
- ارشي كاو بدور شوم
- جيسون بلتر هارنر بدور فرانك
- جون أورتيز بدور هنري بوليك
- تانغ وي
- وانغ ليهوم بدور شين داوي
- يوريك فان فاجينينجين
- ريتشي كوستر بدور كسار
- أندي أون

## وصلات خارجية
- مقالات تستعمل روابط فنية بلا صلة مع ويكي بيانات